# Dil Hai Tumhaara
Dil Hai Tumhaara (Hindi: दिल है तुम्हारा, Urdu: دل ہے تمہارا, übersetzt: Mein Herz gehört dir) ist ein Bollywoodfilm mit Rekha, Preity Zinta und Arjun Rampal in den Hauptrollen.

## Handlung
Shalu wurde mit ihrer Schwester Nimmi alleine von Sarita großgezogen. Jedoch wissen beide nicht, dass sie eigentlich nur Halbschwestern sind. Saritas Ehemann hatte eine Affäre und Shalu ist das Resultat dieser heimlichen Beziehung. Während Shalus Vater und ihre leibliche Mutter bei einem Autounfall ums Leben kommen, hat Sarita, das damals noch kleine Mädchen, bei sich notgedrungen aufgenommen. 
Saritas leibliche Tochter Nimmi wird auch in allem bevorzugt und erlangt die volle Aufmerksamkeit. Trotzdem gibt Shalu nicht auf und wächst glücklich mit ihrer liebevollen Schwester auf.
Außerdem wird Sarita Bürgermeisterin des Dorfes Palampur. Und schon tauchen die ersten Probleme auf: Die Fabrik von Mr. Khanna macht Verluste. Deshalb soll sein Sohn Dev, der in den USA studiert hat, die Fabrik wieder zum Erfolg führen. Schließlich hängt die ganze Existenz der Bauern von dieser Fabrik ab. Tatsächlich rettet Dev die Fabrik mit weiteren Investitionen und der Einführung eines neuen Produkts. 
Während seines Aufenthalts in der Fabrik hat sich Dev in Shalu verliebt. Obwohl sich beide anfangs nicht ausstehen konnten, werden sie zu einem Paar. Doch als Shalu erfährt, dass ihre Schwester auch in Dev verliebt ist, opfert sie ihre eigene Liebe und sagt, dass sie mit Samir, ihrem Kindheitsfreund, zusammen ist.
Shalu überredet Dev Nimmi zu heiraten, damit ihre Mutter nicht wütend auf sie wird. Denn mittlerweile weiß Shalu, dass sie nicht Saritas leibliche Tochter ist und der Haussegen sowieso schon schief genug steht.
Bei der Verlobung von Nimmi und Dev merkt Nimmi, dass etwas nicht stimmt. Von Samir erfährt sie die Wahrheit: Samir und Shalu waren nie zusammen, obwohl Samir in Shalu verliebt ist. Es war nur eine Ausrede, um Nimmis Glück nicht zu zerstören. Deshalb löst Nimmi die Bindung auf und vereint Shalu wieder mit Dev. Auch Sarita akzeptiert nun diese Bindung und hat endlich eingesehen, dass Shalu für die Affäre ihres Vaters nichts kann.

## Musik
| Liedtitel              | Sänger                                |
| ---------------------- | ------------------------------------- |
| Betabi Ka Khamoshi Ka  | Sarika Kapoor                         |
| Chahe Zubaan           | Alka Yagnik, Sonu Nigam               |
| Chayya Hai Jo Dil      | Kavita Krishnamurti, Shaan            |
| Dil Hai Tumhaara       | Alka Yagnik, Kumar Sanu, Udit Narayan |
| Dil Laga Liya Maine    | Alka Yagnik, Udit Narayan             |
| Kabhi Hasna Hai Kabhi  | Tauseef Akhtar                        |
| Kasam Khake Kaho       | Alka Yagnik, Kumar Sanu               |
| Mohabbat Dil Ka Sakoon | Alka Yagnik, Kumar Sanu, Udit Narayan |
| O Sahiba O Sahiba      | Kavita Krishnamurti, Sonu Nigam       |

## Auszeichnungen
Nominierung
Star Screen Award (2003)
- Star Screen Award/Beste Hauptdarstellerin an Preity Zinta